# 리언 잭슨
리언 잭슨(Leon Jackson, 1988년 12월 30일 ~ )은 스코틀랜드의 가수이다. 오디션 프로그램 더 엑스 팩터의 2007년도 우승자로 데뷔 싱글 "When You Believe"가 2007년 12월 발매되어 UK 차트 1위를 기록했다. 데뷔 음반 "Right Now"는 2008년 10월에 발매되었다.